# 衛星目錄序號
衛星目錄序號（英語：Satellite Catalog Number），也稱為北美防空司令部目錄序號（NORAD Catalog Number）、NASA目錄序號（NASA catalog number）、USSPACECOM天體序號（USSPACECOM object number），又簡稱目錄序號（catalog number）或類似的变体，是由美國太空指揮部（USSPACECOM）賦予環繞地球的每一顆人造衛星之5位數字編號。在USSPACECOM之前，這份目錄是由北美防空司令部維護。目錄中的第1號，00001是發射史波尼克1號的最後一節火箭，1957-001A，但在軌道上停留不到兩個月。史波尼克1號本身是1957-001B，在軌道上多繞行了一個月。自1957年以來，截至2016年9月22日，NSSDC主目錄列出，被追蹤的物體已經超過40,000，其中包括7,576顆衛星。

## 外部連結
- NSSDC Master Catalog* （页面存档备份，存于）
- NSSDC SPACEWARN Bulletin （页面存档备份，存于）
- Space-Track （页面存档备份，存于）
- US space objects registry （页面存档备份，存于）
- UK space objects registry （页面存档备份，存于）
- UN space objects registry （页面存档备份，存于）
- Mirror of UN space objects registry （页面存档备份，存于） with commentary by Jonathan McDowell of Jonathan's Space Report
- CelesTrak* CelesTrak SATCAT search（页面存档备份，存于）
- N2YO （页面存档备份，存于）
- Heavens-Above （页面存档备份，存于）
- Gunter's Space Page （页面存档备份，存于）
- Searchable satellite database （页面存档备份，存于）
- JPL Orbital Element Database